# Edelbert Köb

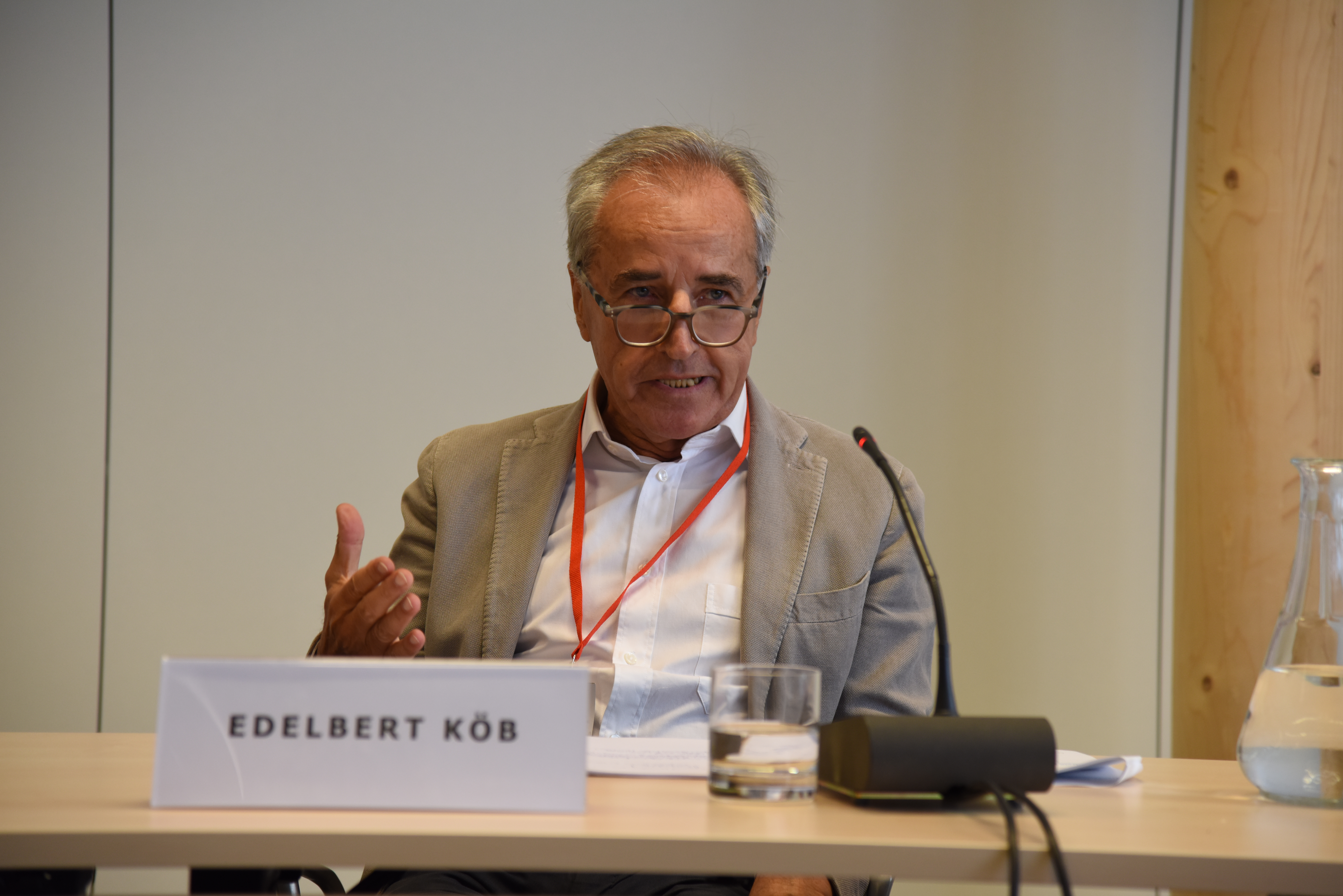
Edelbert Köb (2018)

Edelbert Köb (* 31. März 1942 in Bregenz) ist ein österreichischer Künstler und ehemaliger Direktor des MUMOK.

## Ausbildung
Nach dem Besuch des Bundesgymnasiums in Bludenz studierte Köb an der Wiener Akademie der bildenden Künste Malerei und Grafik sowie Kunsterziehung.

## Berufliche Karriere

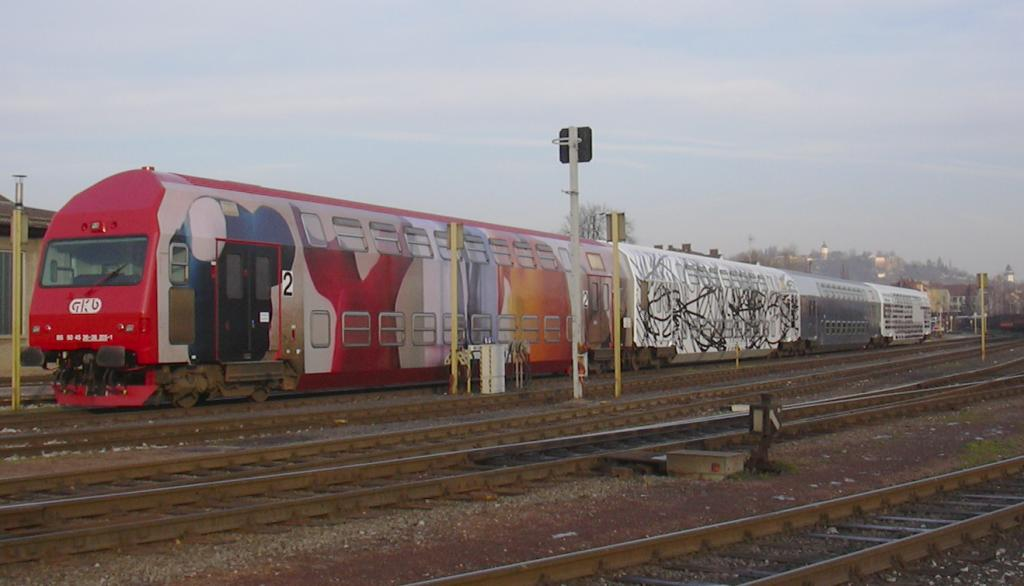
Im Rahmen von Graz 2003, Kulturhauptstadt Europas, betreute Köb das Projekt „LokoMotive-Die Kunst ist am Zug“ mit GKB-Doppelstockwagen

Köb war ab 1974 als Professor an der Akademie der Bildenden Künste in Wien tätig, von 1985 bis 1995 und 1998 bis 2000 als deren Prorektor. Daneben war er von 1982 bis 1991 Präsident der Wiener Secession und von 1990 bis 2000 Leiter des Kunsthauses Bregenz.
Ab 2001 war er Direktor des Museums Moderner Kunst (MUMOK) im Wiener MuseumsQuartier sowie Kurator zahlreicher inländischer (Land-Art-Ausstellung „nock/art“ in Bad Kleinkirchhei 2013 u. a.) und internationaler Ausstellungen. Im Oktober 2010 folgte ihm Karola Kraus als Direktorin des MUMOK. Köb ist seit 2001 auch Beiratsmitglied für Bildende Kunst im Bundeskanzleramt.
Edelbert Köb lebt heute als freischaffender Künstler und Bildhauer in Wien. Er arbeitet im Grenzbereich von Kunst und Design.